# Case Study Houses
Las Case Study Houses fueron experimentos de arquitectura residencial en Norteamérica patrocinados por la revista Arts & Architecture, quienes pagaron a los mejores arquitectos del momento, incluyendo a Richard Neutra, Raphael Soriano, Craig Ellwood, Charles y Ray Eames, Pierre Koenig y Eero Saarinen, para diseñar y construir casas modelo baratas y eficientes. La iniciativa se enmarcaba en el gran crecimiento de la demanda de casas residenciales en los Estados Unidos causado por el fin de la Segunda Guerra Mundial y el regreso de millones de soldados. La CSH #8 de Eames fue montada en forma manual en apenas tres días. 

## Antecedentes de Programa
El programa Case Study House no fue un fenómeno aislado, sino un paso evolutivo en la historia de la arquitectura en general. Hay antecedentes del programa en Europa y en el contexto del movimiento moderno de California.
Entre los precedentes europeos está el Weissenhofsiedlung de Stuttgart de 1927, una urbanización ideada por Ludwig Mies van der Rohe, donde arquitectos como J. J. P. Oud, Le Corbusier, Walter Gropius, Mart Stam, y el propio Mies aportaron proyectos innovadores con tecnología para la construcción de viviendas sencillas y que fueron un referente en la construcción residencial de entreguerras. También es un precedente la exposición de viviendas de 1931 en la Berlin Building Exposition en que participaron arquitectos como Mies van der Rohe, Lilly Reich, y Marcel Breuer. 
En Estados Unidos, en Chicago, en los años 1933-34, en la exposición llamada ‘A Century of Progress International Exposition’ se presentó la ‘House of Tomorrow’ del arquitecto George Fred Keck. En la feria internacional de Nueva York de 1939, se presentaron quince prototipos de viviendas en el pabellón ‘Town of Tomorrow’. 
En la época de creación del programa Case Study House en 1945, Los Ángeles se había convertido en el núcleo del movimiento moderno de la arquitectura en California. Existía el precedente de los audaces diseños de Frank Lloyd Wright a finales de la década de 1910 en Los Ángeles. Arquitectos europeos emigrados como R. M. Schindler y Richard Neutra, construyeron viviendas unifamiliares en estilo moderno a partir de la década de los 20. Schindler, construyó la ‘Chase House’ en 1922, la ‘Lovell Beach House’ en 1926, y la ‘Lovell Health House’ en 1927-28. Schindler, especialmente, centró sus esfuerzos en el diseño de prototipos de viviendas sencillas, que eran conocidas, en la década de los 30,  como ‘Schindler Shelters’. En todas ellas había un núcleo de servicios prefabricado que se ampliaba para producir diferentes configuraciones en planta, con un coste contenido. 
Otros jóvenes arquitectos que trabajaban en los años 30 en el sur de California eran Julius Ralph Davidson, Harwell Hamilton Harris que diseñó una casa para John Entenza en 1937 y Gregory Ain que en la posguerra hizo proyectos muy apreciados viviendas con construcción en serie. A todos ellos se les puede considerar como precursores de las Case Study Houses. 

## Desarrollo del Programa
El programa empezó en 1945 y terminó en 1966. Las primeras seis casas fueron construidas en 1948 y atrajeron más de 350.000 visitantes. Aunque no todos los 36 diseños fueron construidos, la mayoría de los que fueron construidos se realizaron en Los Ángeles, pero hay también unos pocos en San Francisco Bay Area y uno se construyó en Phoenix, Arizona. Algunos de ellos han quedado retratado en icónicas fotografías en blanco y negro del fotógrafo de arquitectura Julius Shulman.
John Entenza convocó a los arquitectos representativos de la arquitectura moderna de USA que le eran más afines y conocidos a través de su revista. Para proyectar los primeros 8 prototipos convocó a JR Davidson, S. Spaulding, Richard Neutra, Eero Saarinen, Charles Eames, William W. Wurster y Ralph Rapson. Ya durante años 50 se pudieron concretar las aspiraciones de experimentación con materiales nuevos y sistemas constructivos innovadores. En más de 20 años se desarrollaron más de 36 proyectos, si bien no todas las casas fueron construidas y pocas cumplieron con el objetivo de replicabilidad. A pesar de eso las viviendas construidas se convirtieron en un referente fundamental de la arquitectura moderna y en un modelo de desarrollo de la investigación y construcción de proyectos de prototipos de vivienda. 
Once de los proyectos desarrollados fueron declarados de interés histórico nacional de EE. UU., y diez de ellos quedaron oficialmente incluidos en el Registro Nacional de Lugares Históricos. Son las Case Study House N.º 1; N.º 9; N.º 10; N.º 16; N.º 18 ; N.º 20; N.º 21; N.º 22; N.º 23 A y C y la Case Study House N.º 28.
Las construcciones más conocidas del programa son las casas de acero y cristal realizadas por Charles y Ray Eames, Craig Ellwood, Pierre Koenig y Raphael Soriano, que derivan del Estilo Moderno Internacional que era el alma mater de Arts & Architecture. El proyecto construido más conocido del programa es la Case Study House n.º 22, (Casa Stahl) que también fue reproducida en el Museum of Contemporary Art de Los Ángeles con motivo de la exposición de 1989, «Proyectos para la vida moderna, historia y legado del Case Study House Program». El emplazamiento de la casa, en la parte alta de Sunset Boulevard, la hace tener unas vistas únicas sobre la ciudad. Koenig comentó: «El propietario quería gozar de una vista despejada de 270 grados y ésta es la única forma de lograrlo. La casa es toda de vidrio, por todos lados, excepto la fachada, que es maciza… La parte trasera también es de vidrio, con una vista a 270 grados. Posee una vista magnífica. Es una manifestación neutra. La vista es importante. La idea es que la casa se adecué y relacione con el entorno. Cuando estás dentro, no ves la casa, sino las vistas, y vives con el exterior, el paisaje… La Case Study House n.º 22 se proyectó de esta forma y por estos motivos.»
El programa dio un impulso fundamental a la aplicación de métodos y materiales industriales en la construcción promoviendo el uso del acero (gracias a la evolución de los sistemas de soldadura), el cristal, el aluminio y otros materiales en la arquitectura residencial. El programa también aplicaba estructuras de vigas y columnas de madera, con cerramientos modulares prefabricados. Son las casas realizadas por los arquitectos Thornton Abell, Julius Ralph Davidson, Richard Neutra o Rodney Walker.
Charles Eames en su publicación: ¿Qué es una casa? define muy bien la filosofía que impregnó el desarrollo futuro de este proyecto de viviendas:
"Nos interesa la casa como un instrumento fundamental para vivir en nuestro tiempo. La casa como una solución a  la necesidad de cobijo que sea contemporánea desde el punto de vista estructural; la casa que, sobre todo, se aproveche de las mejores técnicas de ingeniería de nuestra civilización altamente industrializada."

## Lista de los proyectos
- N.º 1: Julius Ralph 'J.R.' Davidson, 1945-48. 10152 Toluca Lake Ave, North Hollywood. Construido dos años después de la publicación. VGT
- N.º 2: Sumner Spaulding and John Rex, 1945-47. 857 Chapea Rd, Pasadena (como Chapman Woods/Arcadia en algunas referencias). VGT
- N.º 3: William W. Wurster y Theodore Bernardi, 1945-49. 13187 Chalon Rd, Los Ángeles (Mandeville Canyon). VGT
- N.º 4: "Greenbelt House", Ralph Rapson, 1945. No construido. Rediseñado en 2003 como la prefabricada Rapson Greenbelt debido a Dwell Magazine
- N.º 5: "Loggia House", Whitney R. Smith, 1945.
- N.º 6: "Omega", Richard Neutra, 1945.
- N.º 7: Thornton Abell, 1945-48. 634 N. Deerfield Ave, San Gabriel. VGT
- N.º 8: "Eames House", Charles and Ray Eames, 1945-49. 203 Chautauqua Blvd, Pacific Palisades. VGT
- N.º 9: "Entenza House", Charles Eames and Eero Saarinen, 1945-49. 205 Chautauqua Blvd, Pacific Palisades. Remodelada. VGT VGT
- N.º 10: Kemper Nomland and Kemper Nomland Jr., 1945-47. 711 San Rafael Ave, Pasadena. VGT
- N.º 11: Julius Ralph 'J.R.' Davidson, 1945-46. 540 S. Barrington Ave, West Los Angeles. Primera CSH en ser construida. Esta casa ha sido movida o demolida.
- N.º 12: Whitney R. Smith, 1946. No construida
- N.º 13: "Alpha", Richard Neutra, 1946. No construida
- N.º 14: Número saltado por razones desconocidas.
- N.º 15: Julius Ralph 'J.R.' Davidson, 1947. 4755 Lasheart Dr, La Cañada Flintridge.
- N.º 16: Craig Ellwood, 1947. 1811 Bel Air Road Road, Bel Air.
- N.º 17: Rodney Walker, 1946-47. 9945 Beverly Grove Drive, Beverly Hills. Demolida. Existe otra en Louisville , KY y dos réplicas han sido construidas de los planos originales por los hijos de Walker, Craig and Bruce.
- N.º 17: Rodney Walker, 1947. 7861 Woodrow Wilson Dr, Los Ángeles. VGT

- N.º 18: "West House", Rodney Walker, 1947-48. 199 Chautauqua Blvd, Pacific Palisades. VGT
- N.º 19: Don Knorr, CSH #19, 1947. No construida
- N.º 20: "Bailey House", Richard Neutra, 1947-48. 219 Chautauqua Blvd, Pacific Palisades. VGT
- N.º 20: "Bass House", C. Buff, C. Straub, D. Hensman, 1958. 2275 Santa Rosa Ave, Altadena.
- N.º 21: Pierre Koenig, 1958-1960. 1958. 9038 Wonderland Park, Los Ángeles Case Study House #21
- 1950: Raphael Soriano, 1950. 1080 Ravoli Dr, Pacific Palisades. Remodelada hasta hacerla irreconocible. VGT
- 1953: Craig Ellwood, 1952-53. 1811 Bel Air Rd, Bel-Air. VGT

Nota: Los números 17 al 21 fueron doblemente asignados por razones desconocidas.
- N.º 17: Craig Ellwood, 1954-55. 9554 Hidden Valley Rd, Beverly Hills. Remodelada hasta hacerla irreconocible. VGT
- N.º 18: "Fields House", Craig Ellwood, 1956-58. 1129 Miradero Rd, Beverly Hills. Remodelada hasta hacerla irreconocible. VGT
- N.º 19: Don Knorr, 1957. Unbuilt.
- N.º 20: "Bass House", Buff, Straub & Hensman, 1958. 2275 N. Santa Rosa Ave, Altadena. VGT
- N.º 21: Pierre Koenig, 1958. 9038 Wonderland Park Ave, West Hollywood. VGT
- N.º 22: "Stahl House", Pierre Koenig, 1959-60. 1635 Woods Dr, West Hollywood. VGT
- N.º 23: "Triad A", Killingsworth, Brady & Smith, 1959-60. Rue de Anna, La Jolla. VGT
- N.º 23: "Triad B", Killingsworth, Brady & Smith, 1959-60. Rue de Anna, La Jolla. VGT
- N.º 23: "Triad C", Killingsworth, Brady & Smith, 1959-60. Rue de Anna, La Jolla. VGT
- N.º 24: A. Quincy Jones and Frederick E. Emmons. Unbuilt
- N.º 25: "Frank House", Killingsworth, Brady, Smith & Assoc., 1962. 82 Rivo Alto Canal, Long Beach. VGT
- N.º 26: "Harrison House", Beverley "David" Thorne, 1962-63. San Marino Dr, San Rafael. VGT
- N.º 27: Campbell and Wong, 1963. Unbuilt
- N.º 28: Buff & Hensman, 1965-66. 91 Inverness Rd, Thousand Oaks. VGT

Apartamentos:
- N.º 1: Alfred N. Beadle and Alan A. Dailey, 1963-64. 4402 28th St, Phoenix. VGT
- N.º 2: Killingsworth, Brady & Smith, 1964. Unbuilt

## Galería

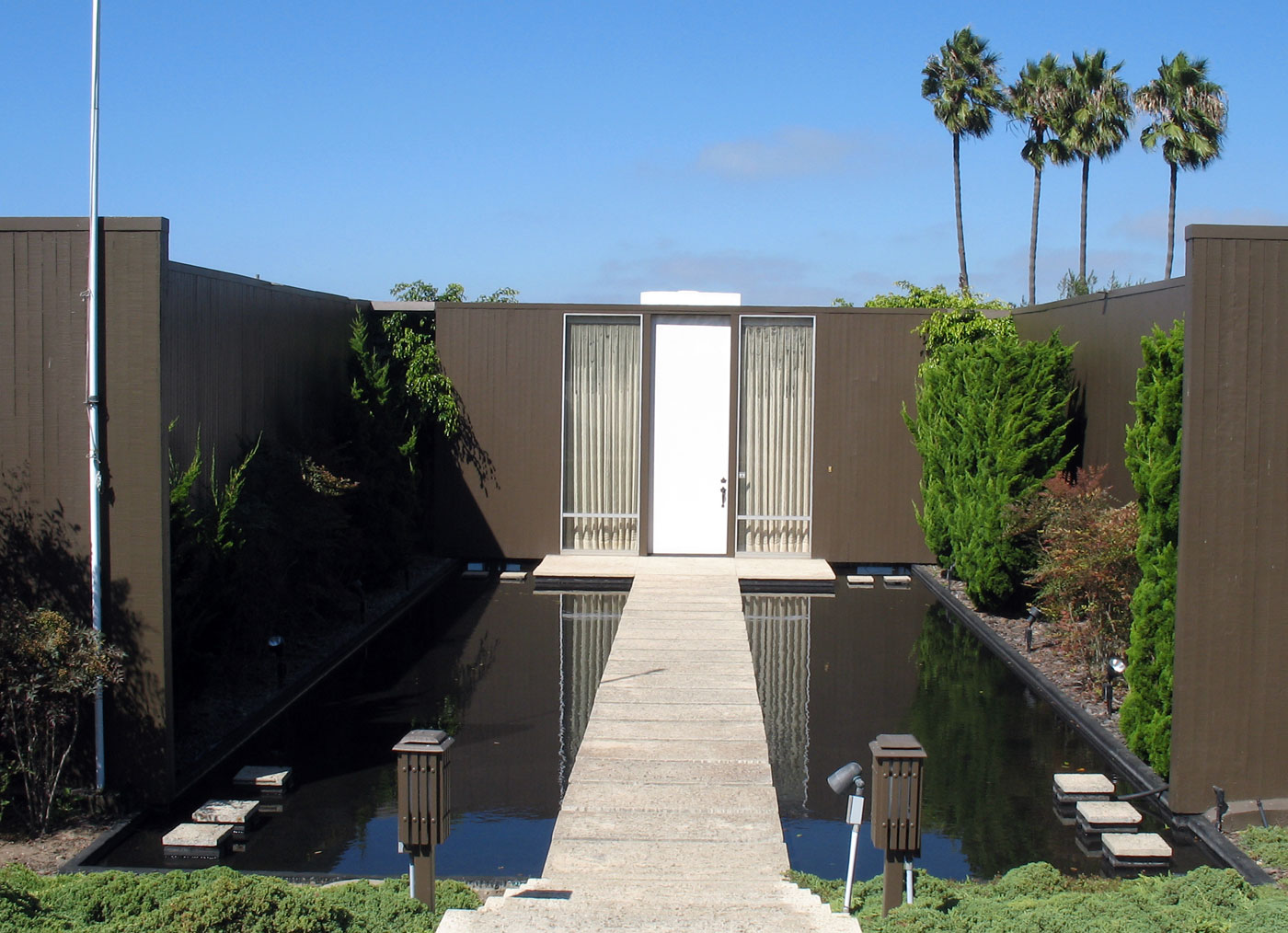
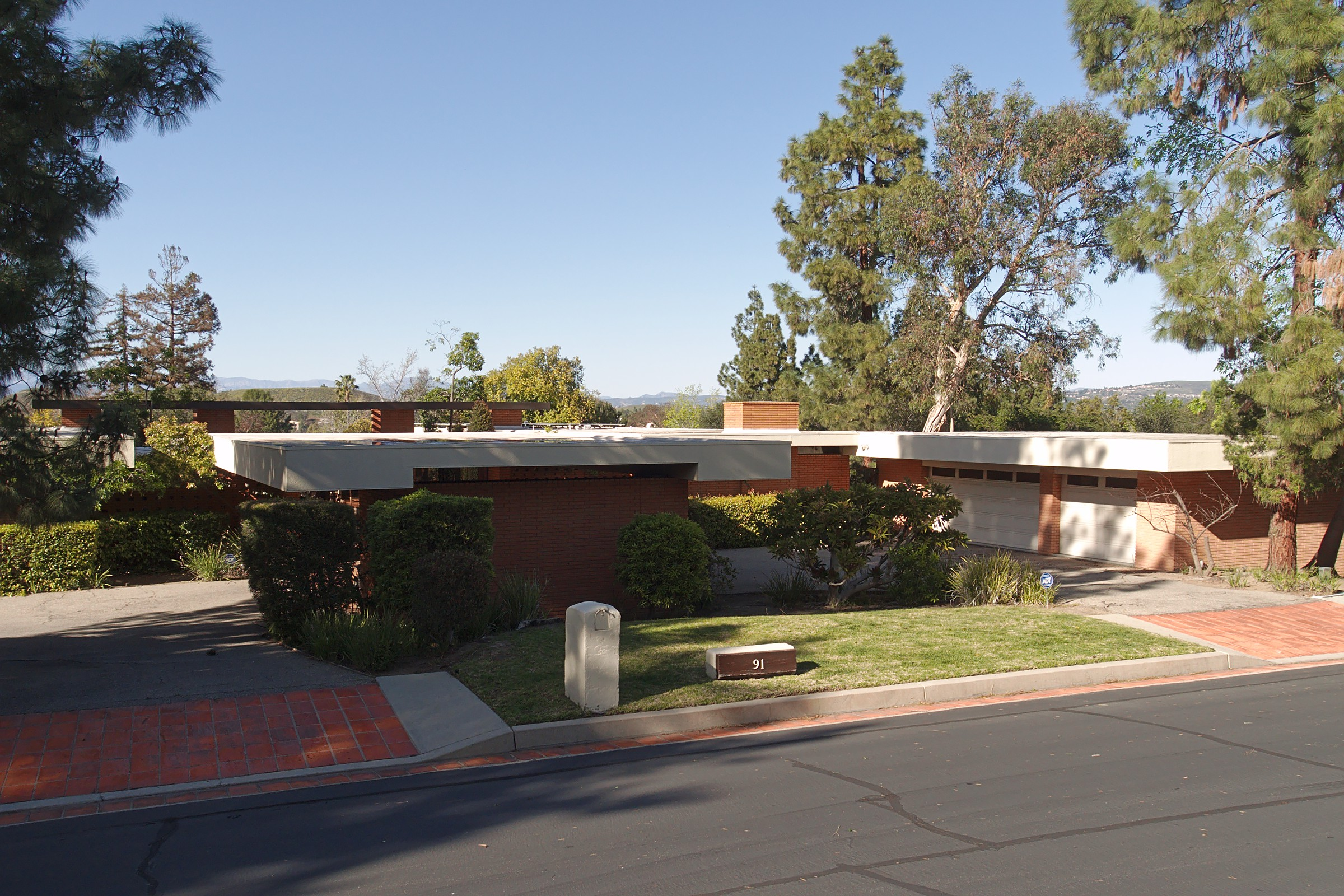
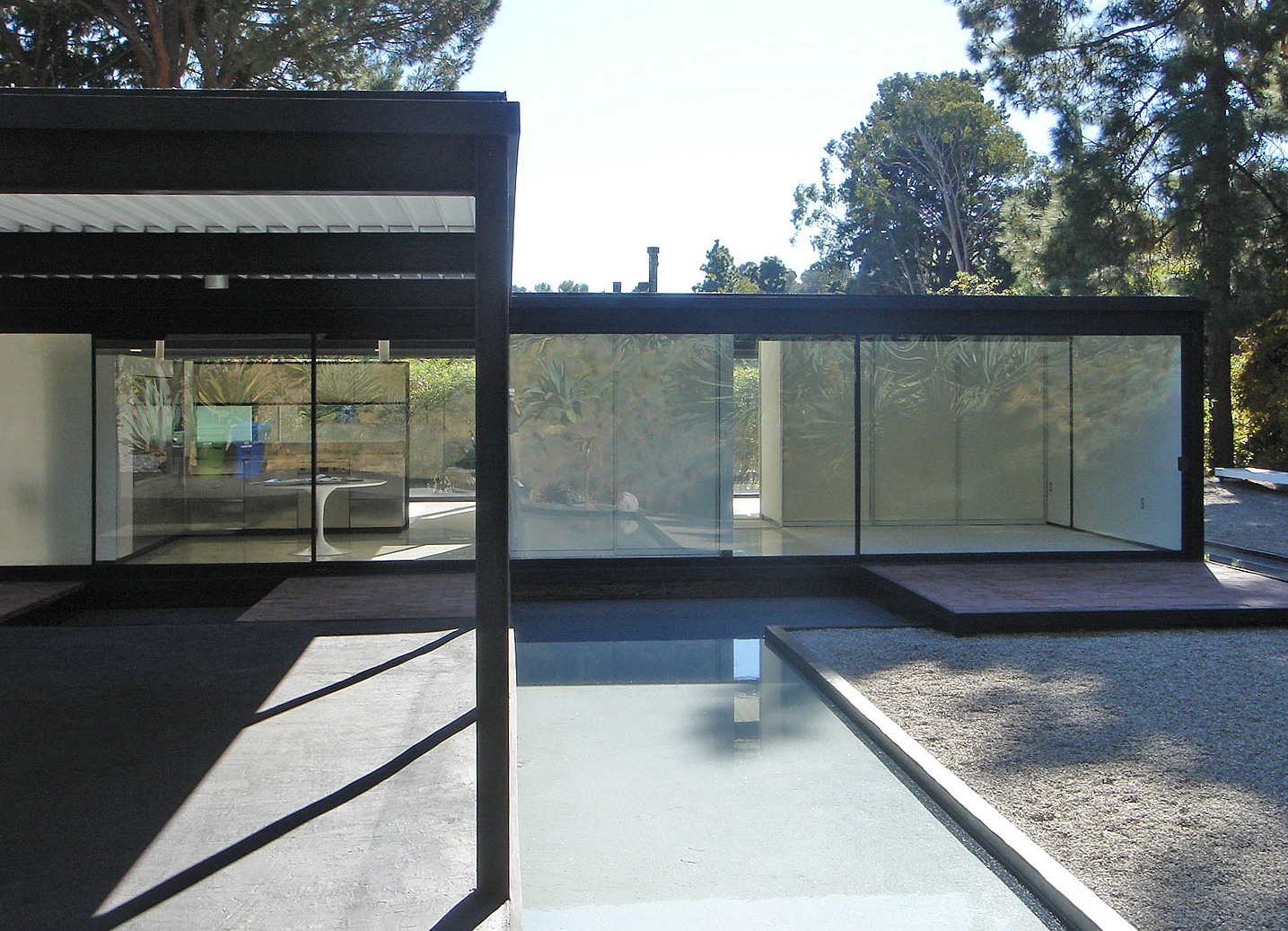
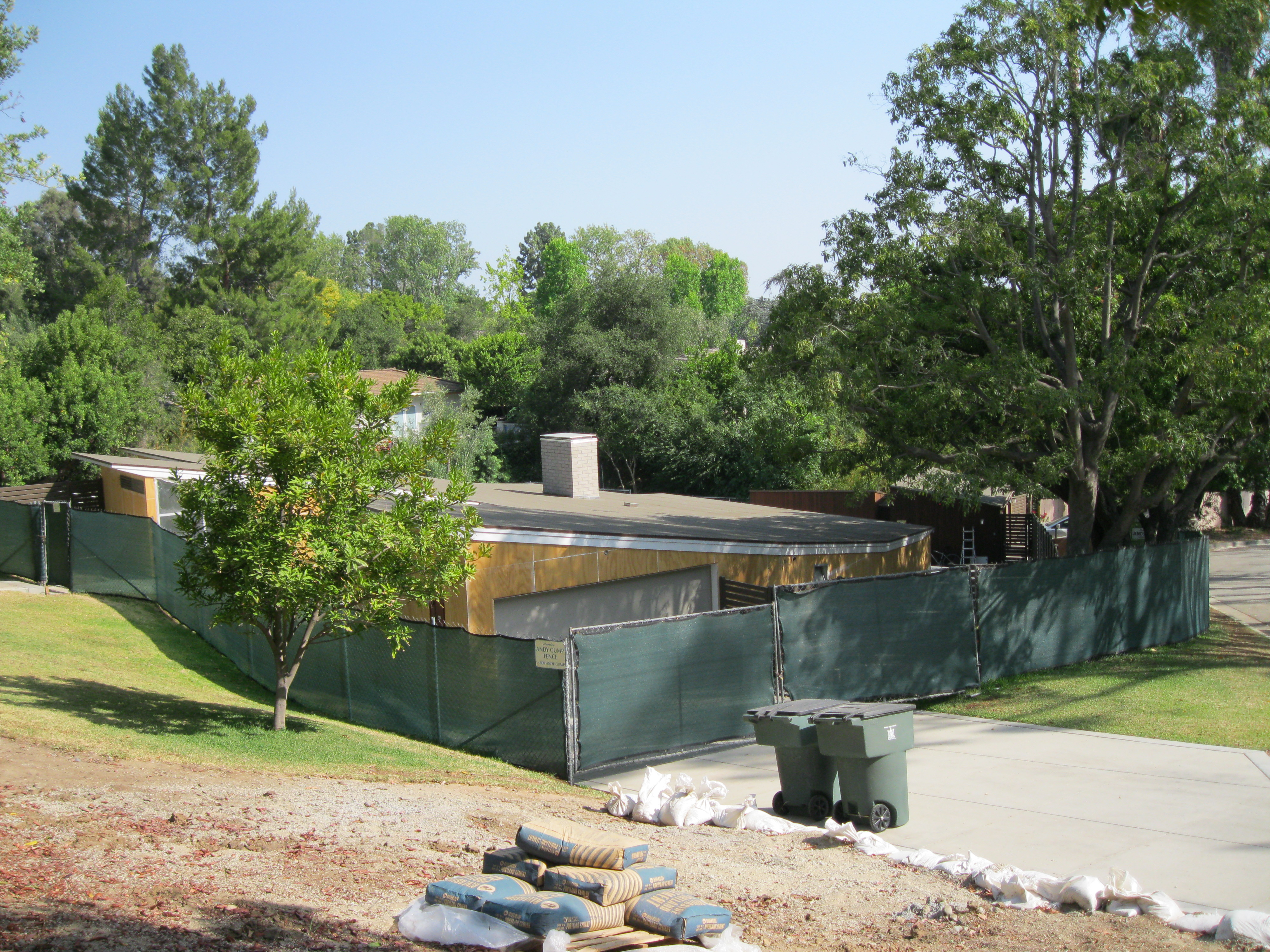
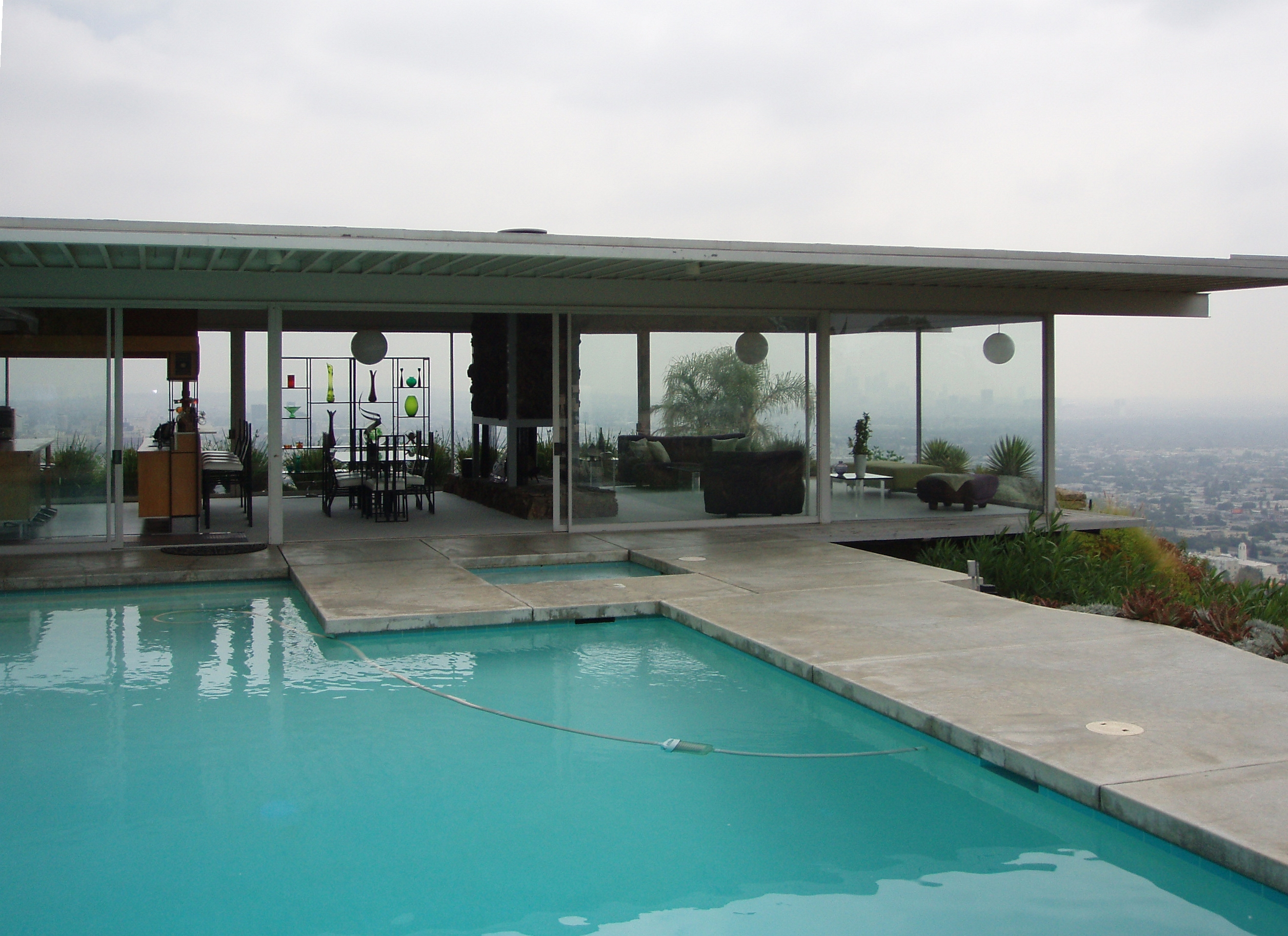
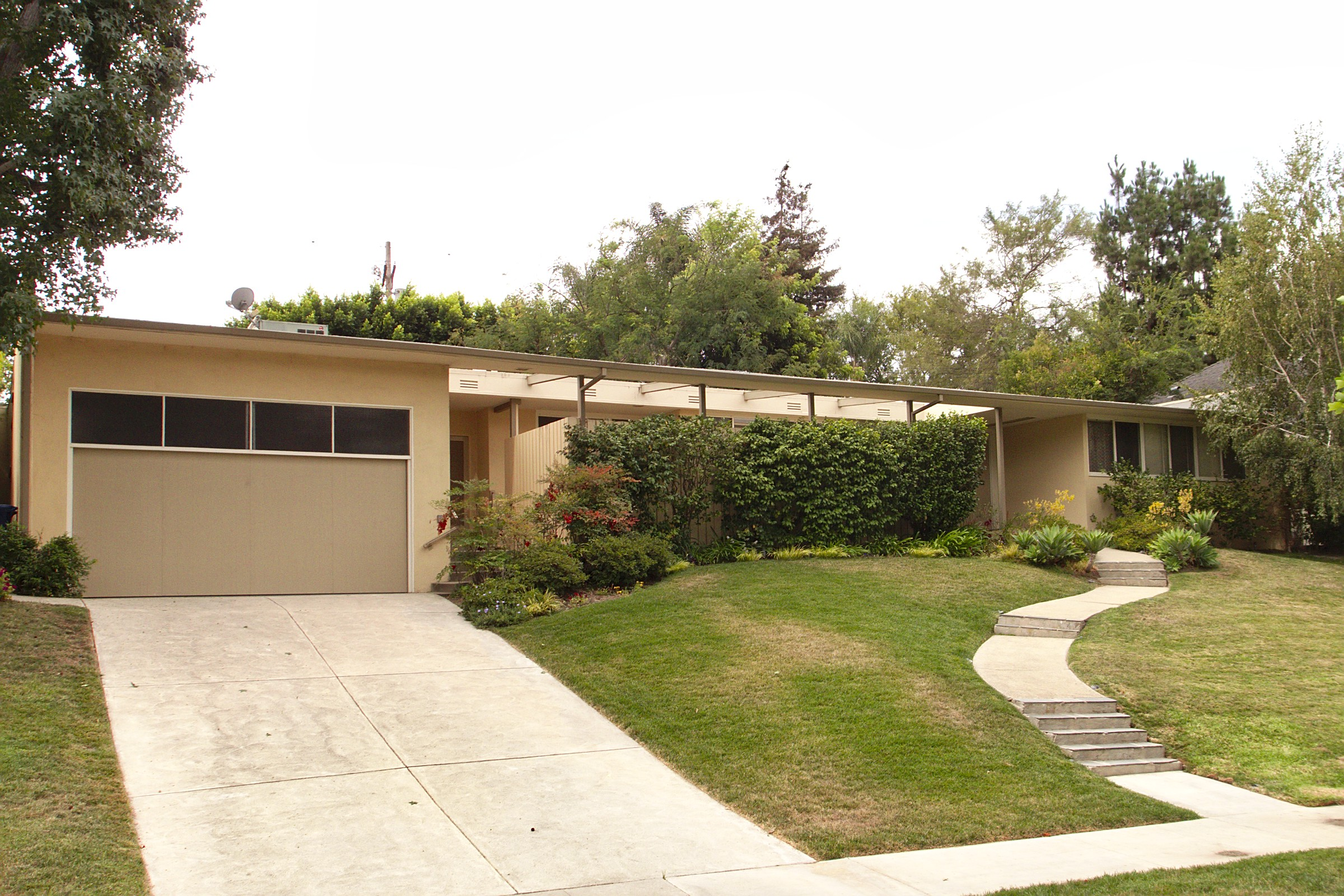
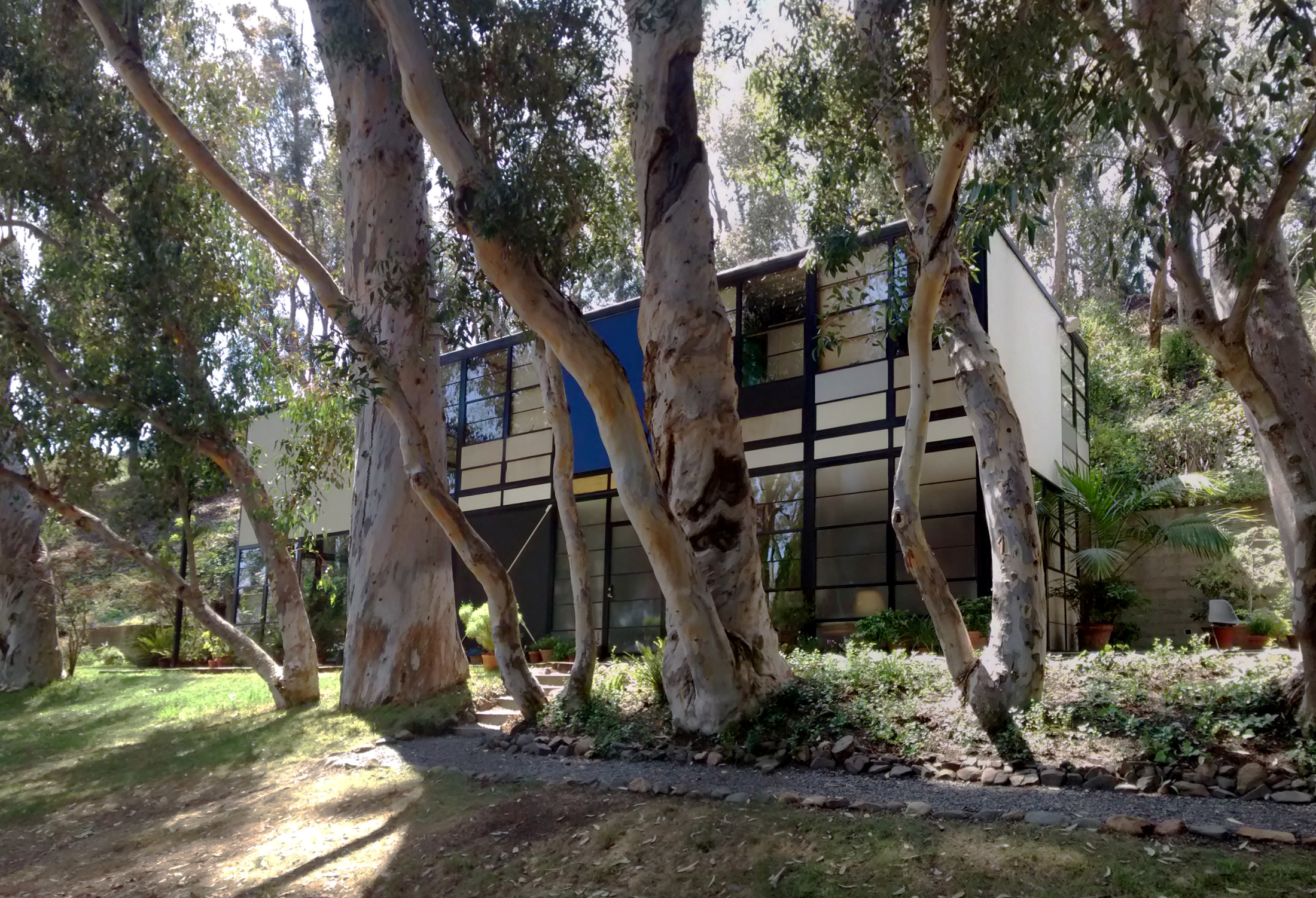
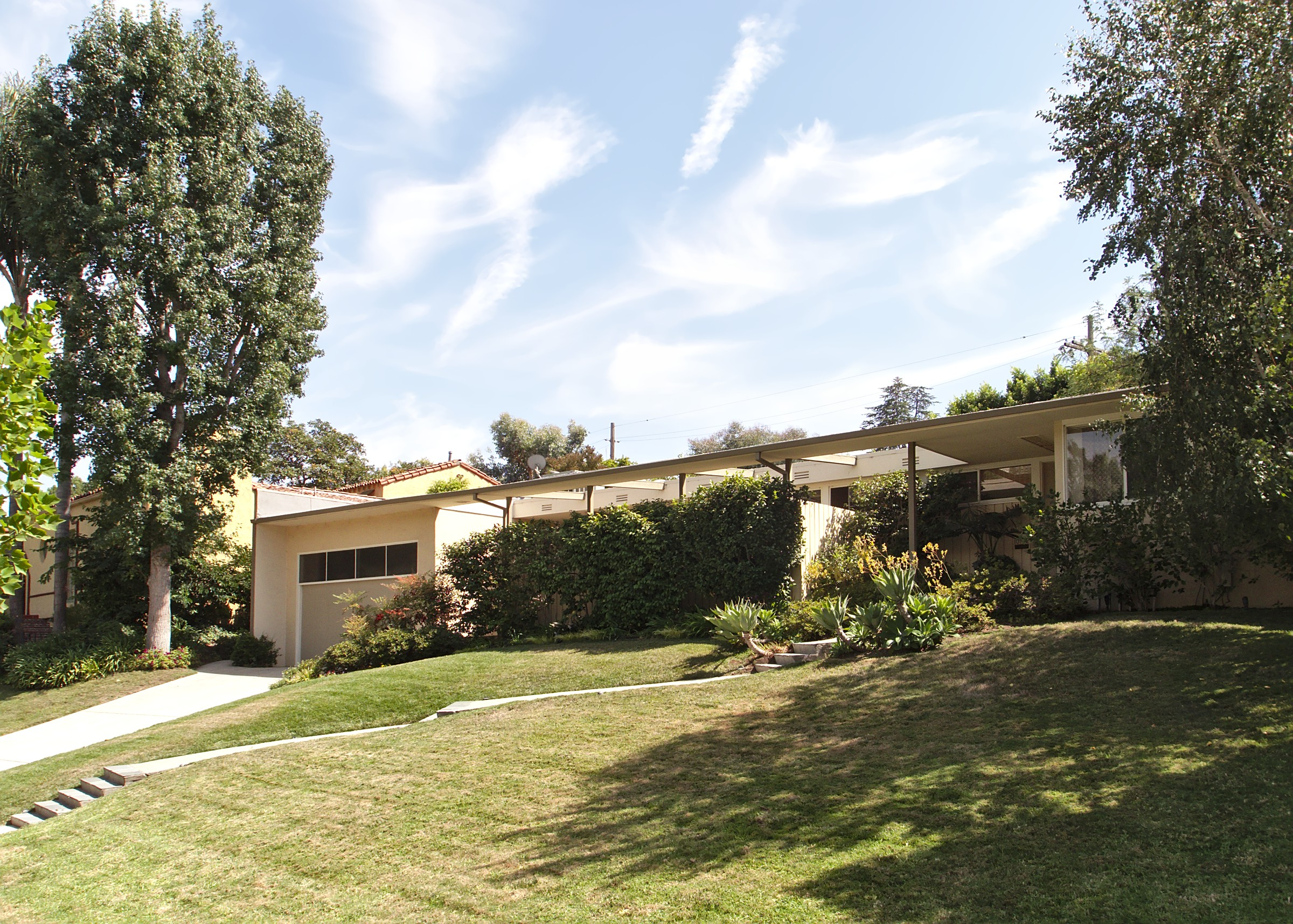
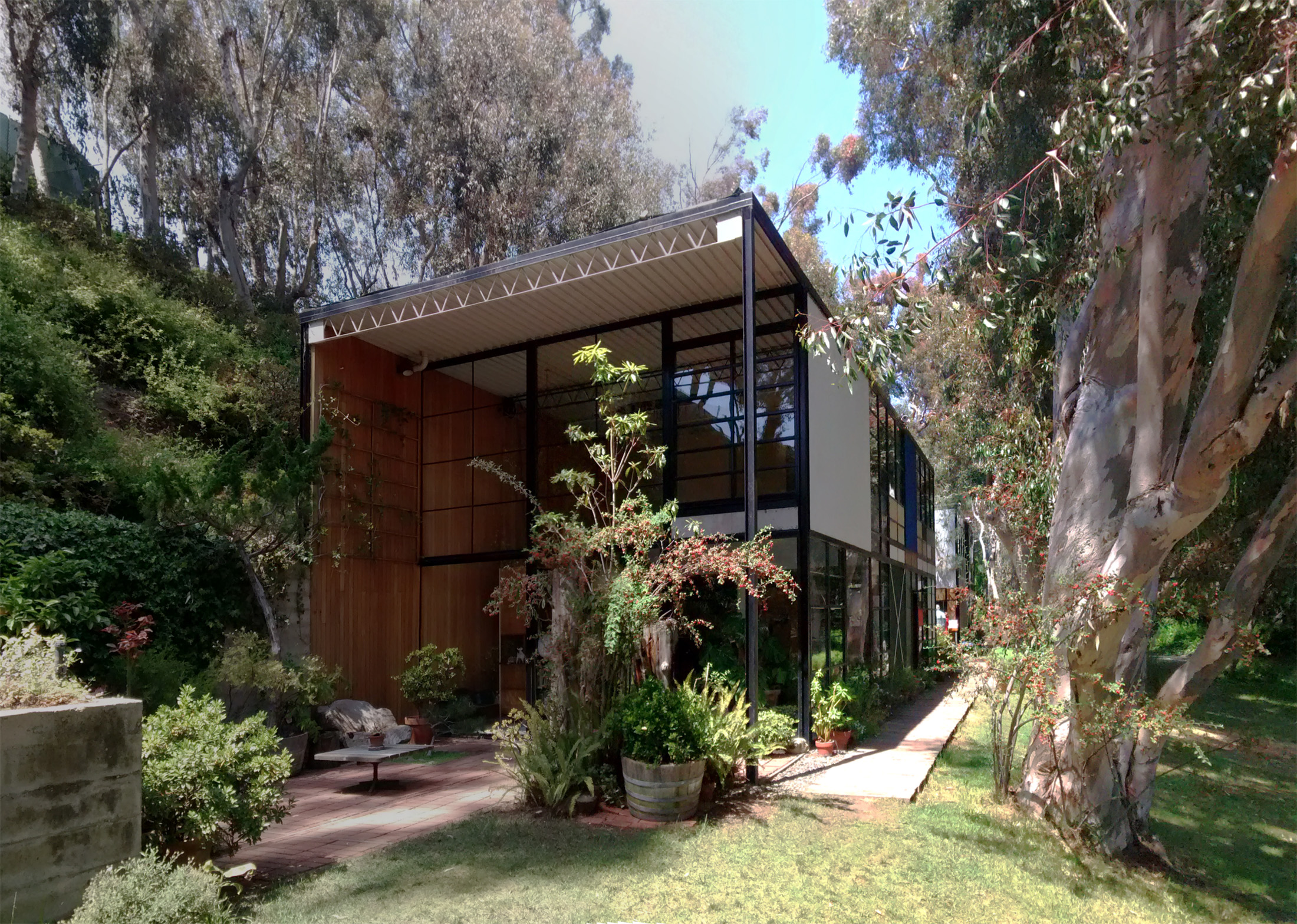
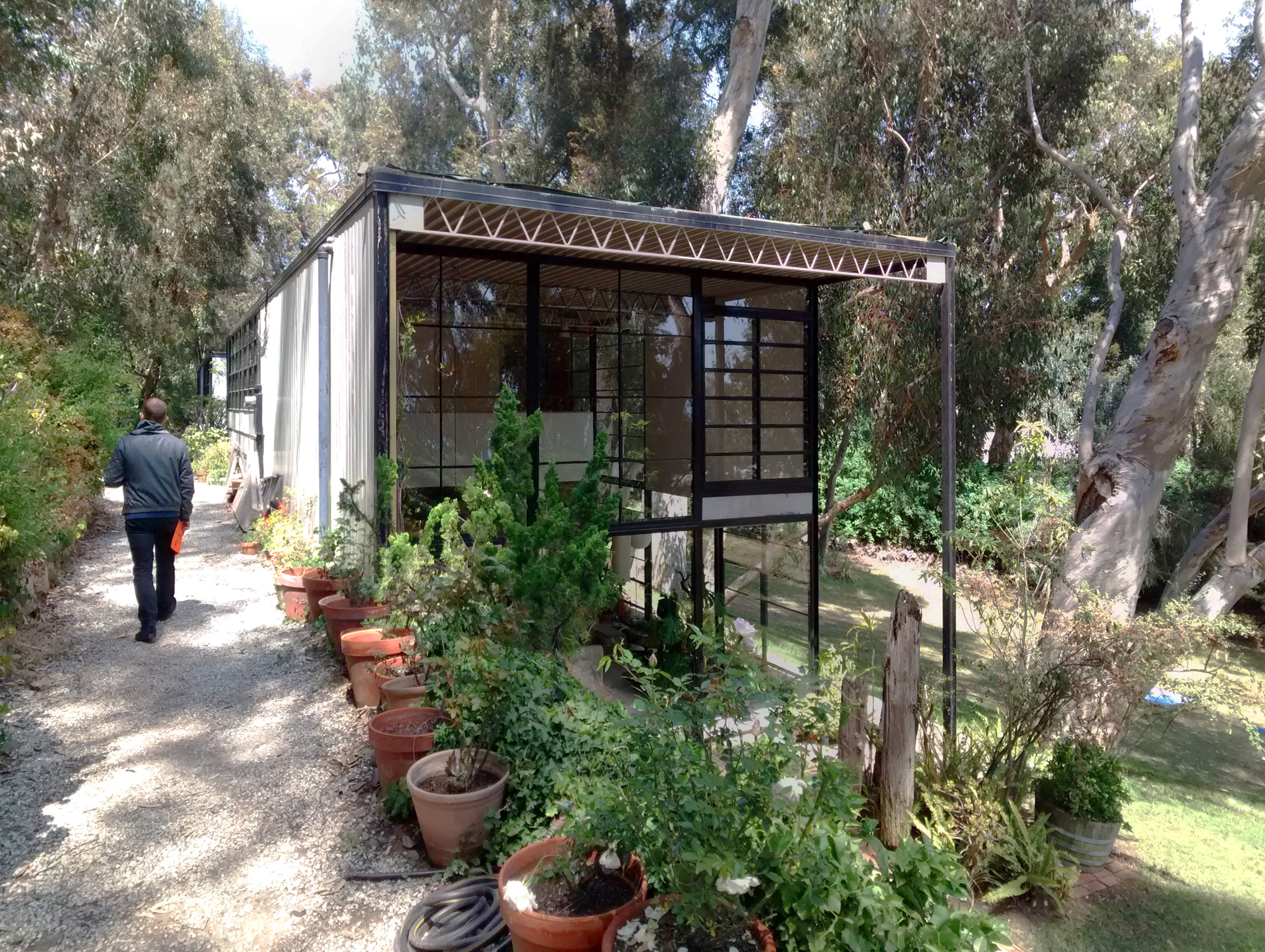
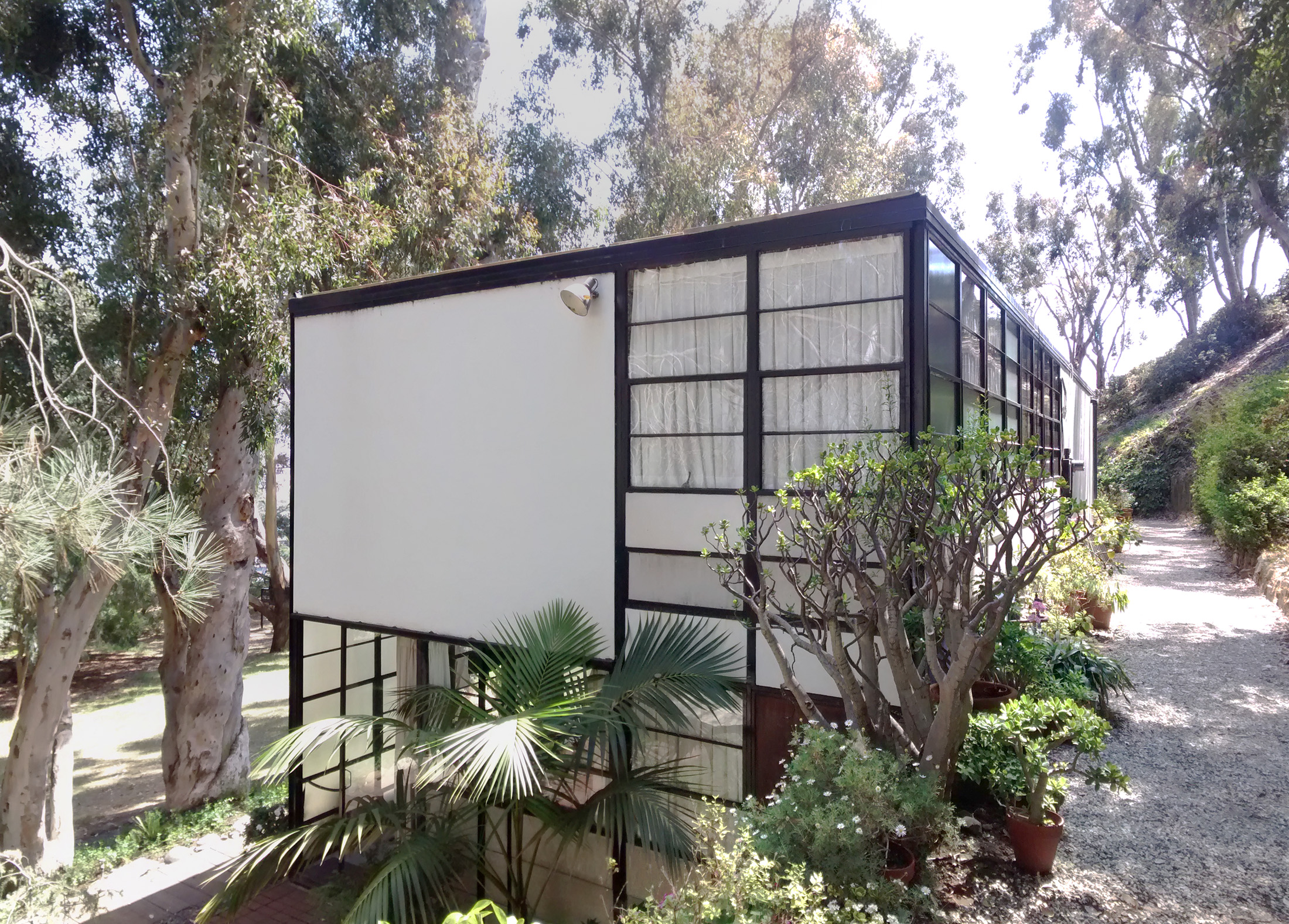
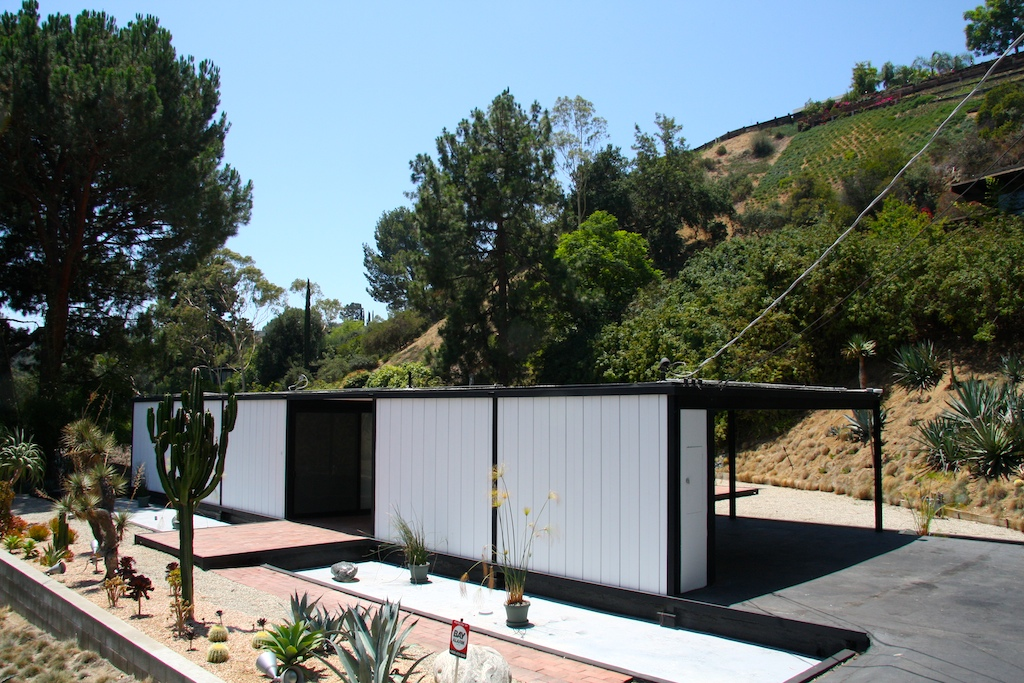
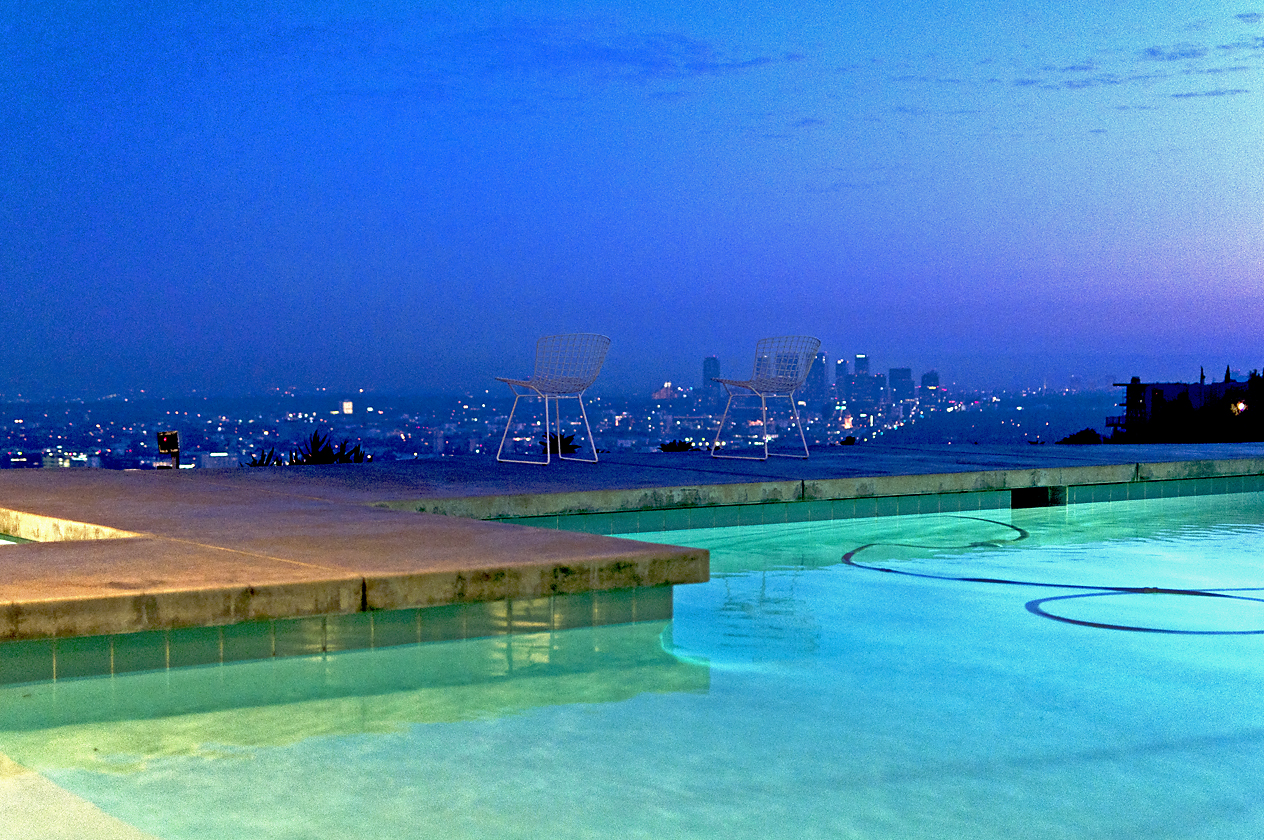
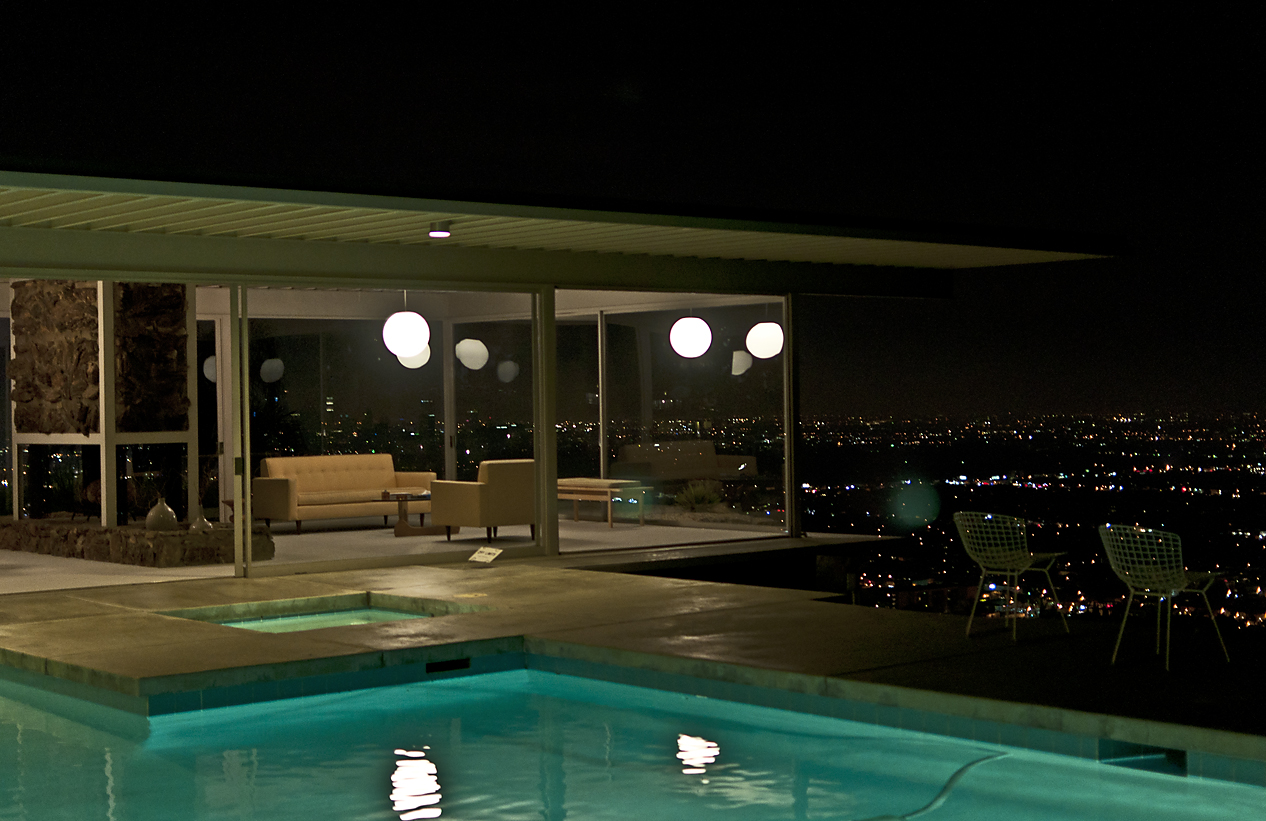
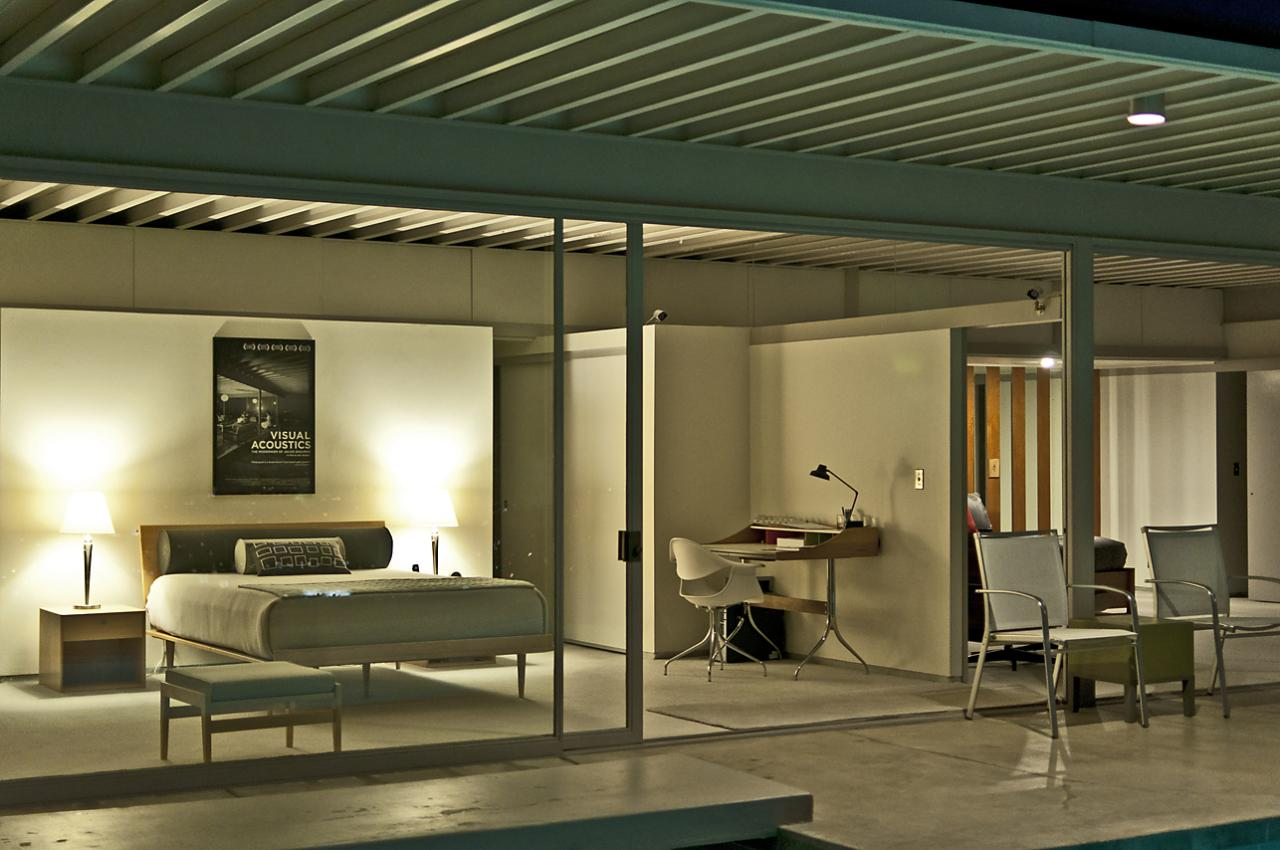
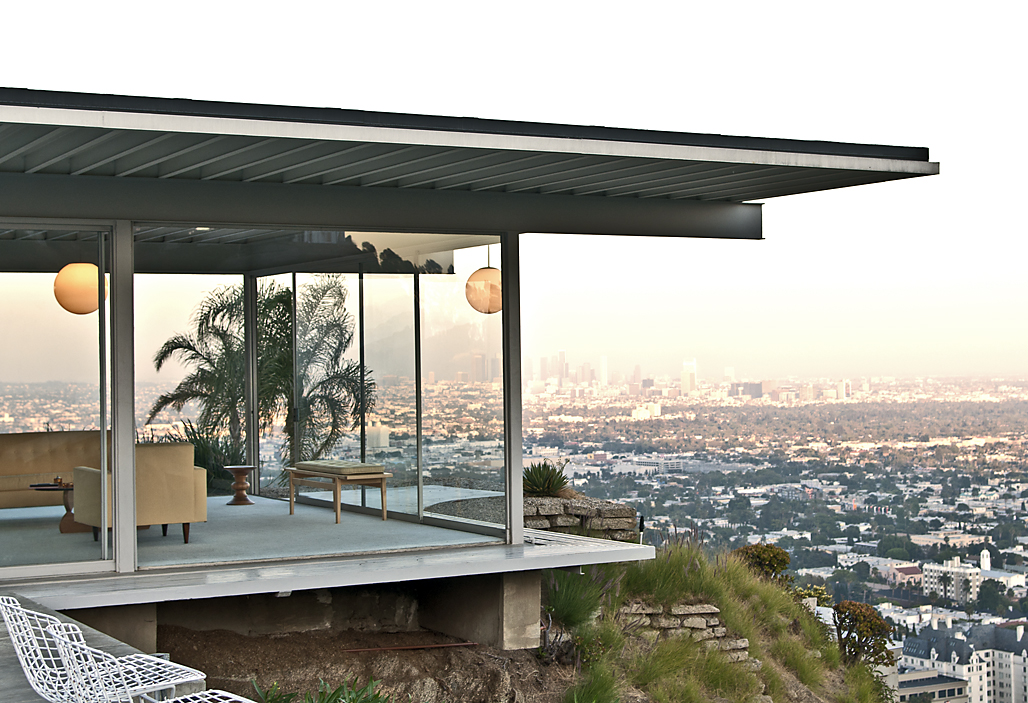
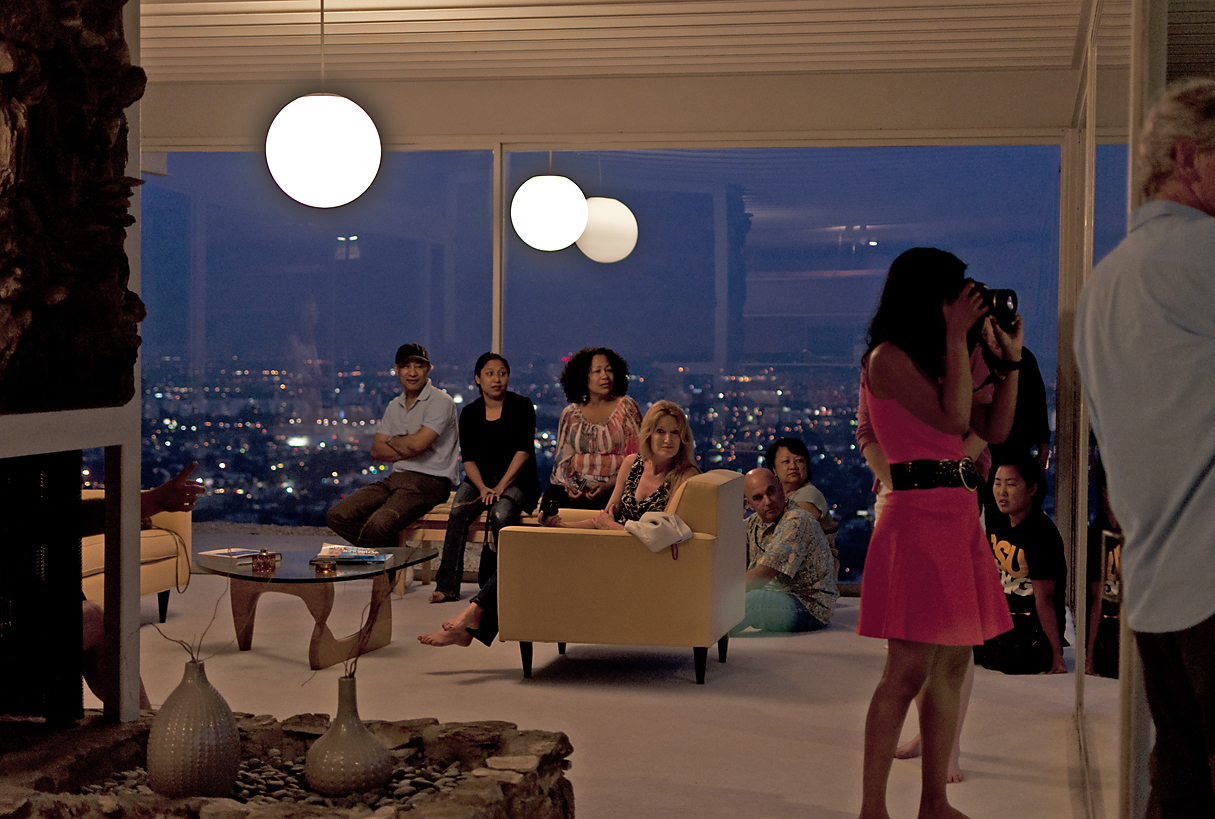
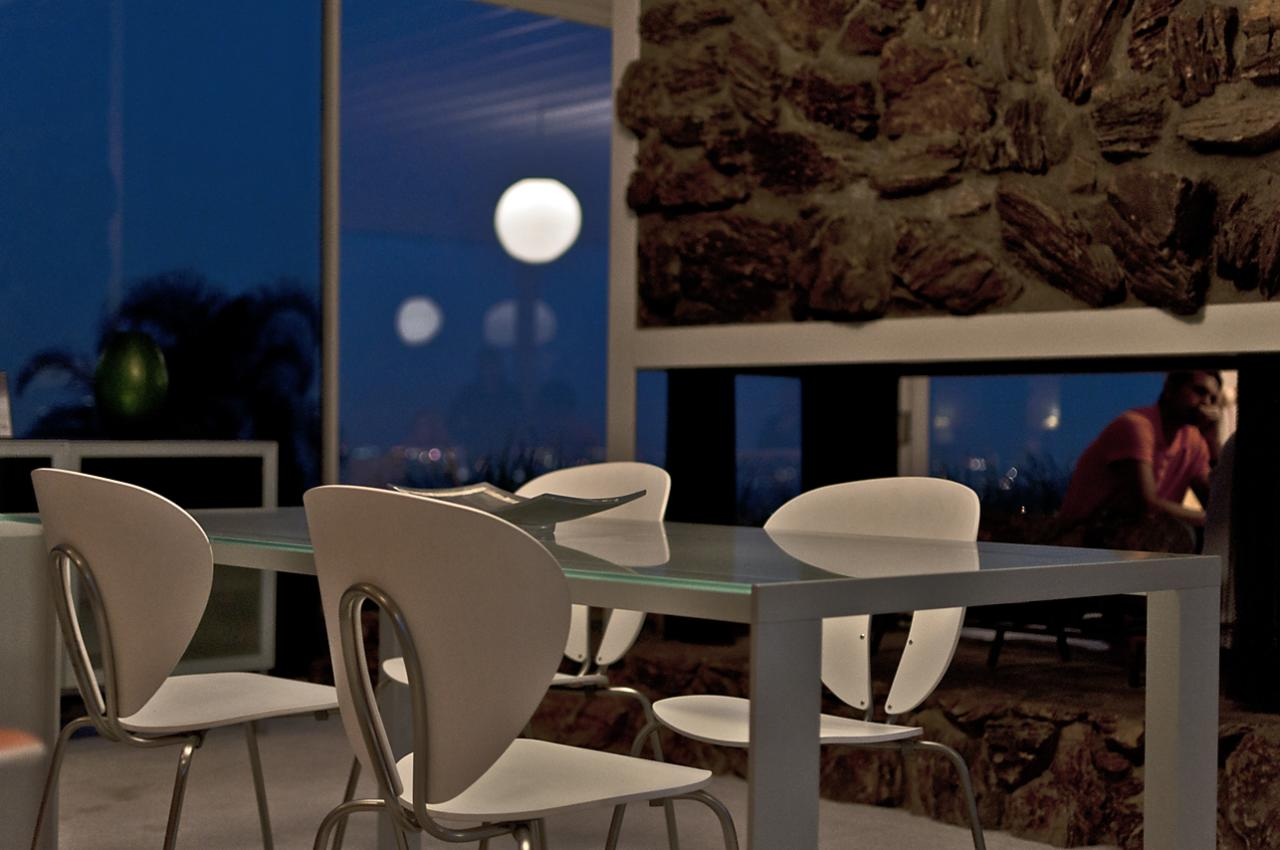
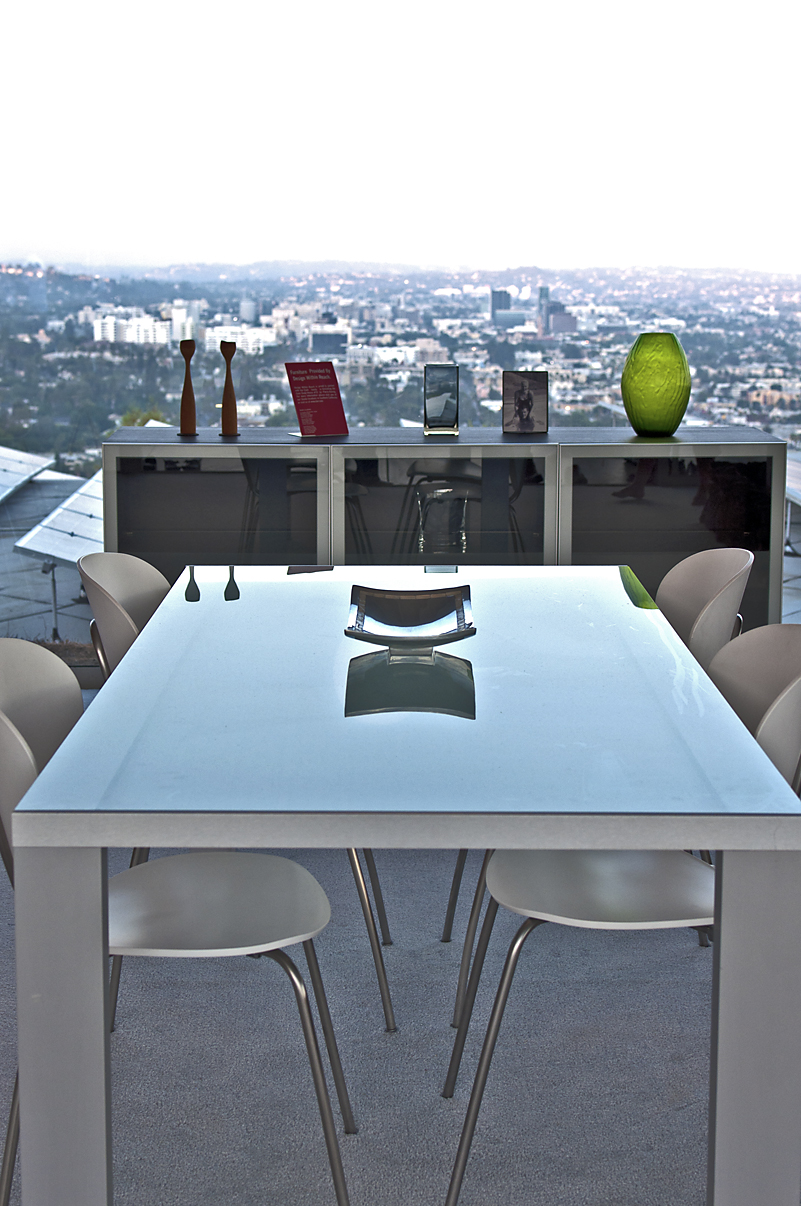